# Trichophyton mentagrophytes
Trichophyton mentagrophytes är en svampart. Trichophyton mentagrophytes ingår i släktet Trichophyton och familjen Arthrodermataceae.

## Underarter
Arten delas in i följande underarter:
- interdigitale
- erinacei
- goetzii
- mentagrophytes
- nodulare